# Kangaroo Hoppet

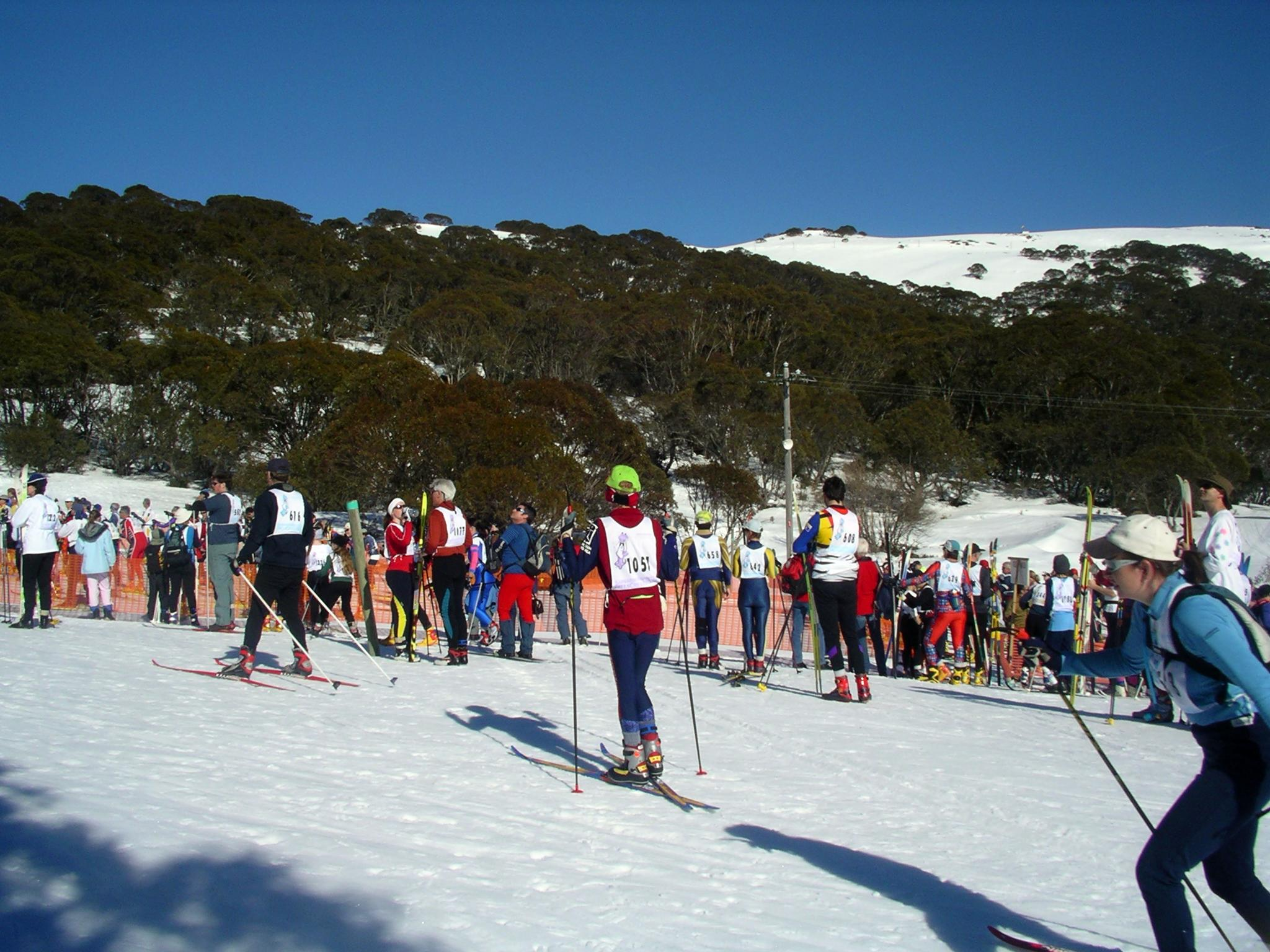
Zawodnicy na starcie biegu w 2005 roku

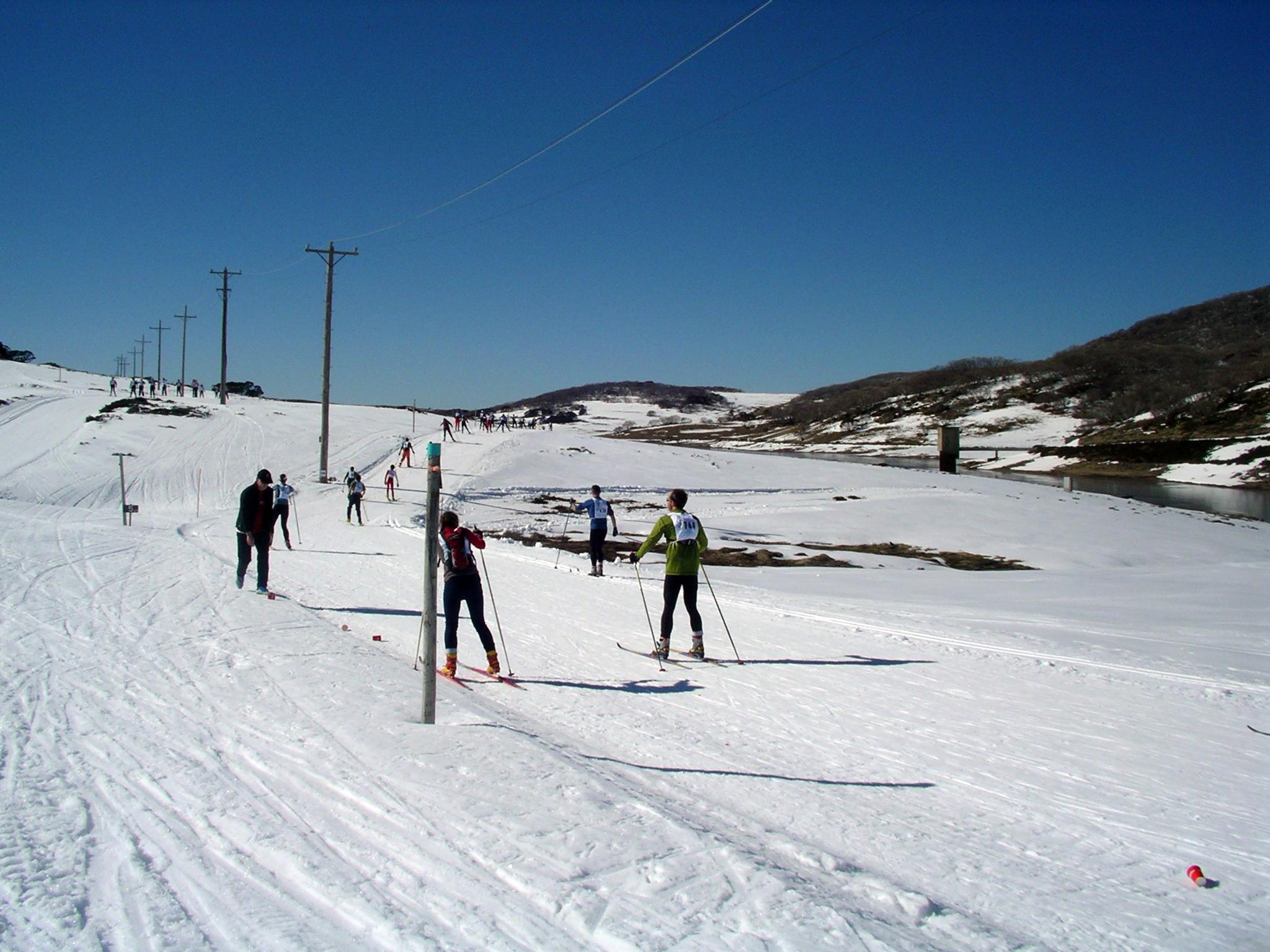
Trasa biegu w Sun Valley

Kangaroo Hoppet – długodystansowy bieg narciarski, część cyklu Worldloppet. Rozgrywany jest w australijskim Falls Creek, w stanie Wiktoria. Po raz pierwszy odbył się w 1991 roku i od tego czasu rozgrywany jest corocznie w ostatnią sobotę sierpnia.
Kangaroo Hoppet składa się z trzech biegów:
- Kangaroo Hoppet – bieg na 42 km, bieg długi w cyklu Worldloppet,
- Australian Birkebeiner – bieg na 21 km, bieg krótki w cyklu Worldloppet,
- Joey Hoppet – bieg na 7 km, nie należący do cyklu Worldloppet.

## Historia
Kangaroo Hoppet wywodzi się od organizowanych przez Birkebeiner Nordic Ski Club biegu Australian Birkebeiner na dystansie 21 km. Wyścig ten po raz pierwszy odbył się w 1979 roku w Falls Creek. Wzorowany był na norweskim Birkebeinerrennet. W 1989 roku wydłużono dystans do 42 km oraz dodano biegu na 21 km i 7 km (pierwotnie nazywany Birkebeiner Lite). W 1990 roku organizatorzy zgłosili wniosek o włączenie zawodów do cyklu Worldloppet, jednocześnie zmieniając technikę rozgrywania zawodów z klasycznej na dowolną. Pierwszy wyścig w ramach Worldloppet odbył się w 1991 roku.

## Lista zwycięzców

### Mężczyźni
| Rok  | Kangaroo Hoppet                                                      | Australian Birkebeiner                                               | Joey Hoppet                                                          |
| ---- | -------------------------------------------------------------------- | -------------------------------------------------------------------- | -------------------------------------------------------------------- |
| 2024 | Zawody odwołane z powodu braku śniegu                                | Zawody odwołane z powodu braku śniegu                                | Zawody odwołane z powodu braku śniegu                                |
| 2023 | Zawody odwołane z powodu braku śniegu                                | Zawody odwołane z powodu braku śniegu                                | Zawody odwołane z powodu braku śniegu                                |
| 2022 | Peter Wolter                                                         | Noah Bradford                                                        | Jayden Spring                                                        |
| 2021 | Zawody rozegrane w formie wirtualnej ze względu na pandemię COVID-19 | Zawody rozegrane w formie wirtualnej ze względu na pandemię COVID-19 | Zawody rozegrane w formie wirtualnej ze względu na pandemię COVID-19 |
| 2020 | Zawody rozegrane w formie wirtualnej ze względu na pandemię COVID-19 | Zawody rozegrane w formie wirtualnej ze względu na pandemię COVID-19 | Zawody rozegrane w formie wirtualnej ze względu na pandemię COVID-19 |
| 2019 | Valerio Leccardi                                                     | Bentley Walker-Broose                                                | John Mordes                                                          |
| 2018 | Valerio Leccardi                                                     | Nicholas Blackwell                                                   | Hugo Hinckfuss                                                       |
| 2017 | Miles Havlick                                                        | Seve de Campo                                                        | Fedele de Campo                                                      |
| 2016 | Matthew Gelso                                                        | Liam Burton                                                          | Bentley Walker-Broose                                                |
| 2015 | Valerio Leccardi                                                     | Damon Morton                                                         | Jarrah Forrer                                                        |
| 2014 | Valerio Leccardi                                                     | Damon Morton                                                         | Matthew Bull                                                         |
| 2013 | Aleksandr Legkow                                                     | Ilja Czernousow                                                      | Aleksiej Czernousow                                                  |
| 2012 | Aleksandr Legkow                                                     | Paul Kovacs                                                          | Hamish Roberts                                                       |
| 2011 | Petr Novák                                                           | Phillip Bellingham                                                   | Damon Morton                                                         |
| 2010 | Valerio Leccardi                                                     | Mark Raymond                                                         | Alistair Tutt                                                        |
| 2009 | Ben Sim                                                              | Nick Grimmer                                                         | Alistair Tutt                                                        |
| 2008 | Ben Sim                                                              | Callum Watson                                                        | Dyllan Harmer                                                        |
| 2007 | Thomas Freimuth                                                      | Alex Almoukov                                                        | Mark Pollock                                                         |
| 2006 | Ben Sim                                                              | Neil Van der Ploeg                                                   | Mark Hogg                                                            |
| 2005 | Ben Sim                                                              | Ben Koons                                                            | Callum Watson                                                        |
| 2004 | Ben Derrick                                                          | Mark Van der Ploeg                                                   | Simon Flowers                                                        |
| 2003 | Ben Derrick                                                          | Ben Sim                                                              | Neil Van der Ploeg                                                   |
| 2002 | Stanislav Řezáč                                                      | Dan Van der Ploeg                                                    | Lachlan Rodd                                                         |
| 2001 | Ben Derrick                                                          | Ben Sim                                                              | Andrew Cirosta                                                       |
| 2000 | Ben Derrick                                                          | Dan Van der Ploeg                                                    | Nicholas Grimmer                                                     |
| 1999 | Witalij Czernow                                                      | Dan Van der Ploeg                                                    | Peter Malcolm                                                        |
| 1998 | Aleš Vaněk                                                           | Sam Lee                                                              | Daniel Sarri                                                         |
| 1997 | Paul Gray                                                            | Byung Joo Park                                                       | Michael Evans                                                        |
| 1996 | Johann Mühlegg                                                       | Michael Brennan                                                      | Paul Murray                                                          |
| 1995 | Andre Jungen                                                         | Sean Donohue                                                         | Andrew Slocombe                                                      |
| 1994 | Peter Schlickenrieder                                                | Sean Donohue                                                         | Thomas Rassuchine                                                    |
| 1993 | Anders Aukland                                                       | Paul Gray                                                            | Tim Retchford                                                        |
| 1992 | Gudmund Skjeldal                                                     | Park Byung Chil                                                      | Kim Woo Soup                                                         |
| 1991 | John Aalberg                                                         | Park Byung Chil                                                      | Tim Retchford                                                        |

### Kobiety
| Rok  | Kangaroo Hoppet                                                      | Australian Birkebeiner                                               | Joey Hoppet                                                          |
| ---- | -------------------------------------------------------------------- | -------------------------------------------------------------------- | -------------------------------------------------------------------- |
| 2024 | Zawody odwołane z powodu braku śniegu                                | Zawody odwołane z powodu braku śniegu                                | Zawody odwołane z powodu braku śniegu                                |
| 2023 | Zawody odwołane z powodu braku śniegu                                | Zawody odwołane z powodu braku śniegu                                | Zawody odwołane z powodu braku śniegu                                |
| 2022 | Jessie Diggins                                                       | Phoebe Cridland                                                      | Damika Morton                                                        |
| 2021 | Zawody rozegrane w formie wirtualnej ze względu na pandemię COVID-19 | Zawody rozegrane w formie wirtualnej ze względu na pandemię COVID-19 | Zawody rozegrane w formie wirtualnej ze względu na pandemię COVID-19 |
| 2020 | Zawody rozegrane w formie wirtualnej ze względu na pandemię COVID-19 | Zawody rozegrane w formie wirtualnej ze względu na pandemię COVID-19 | Zawody rozegrane w formie wirtualnej ze względu na pandemię COVID-19 |
| 2019 | Iris Pessey                                                          | Ella Jackson                                                         | Zana Evans                                                           |
| 2018 | Barbara Jezeršek                                                     | Darcie Morton                                                        | Zana Evans                                                           |
| 2017 | Barbara Jezeršek                                                     | Darcie Morton                                                        | Zana Evans                                                           |
| 2016 | Deedra Irwin                                                         | Ella Jackson                                                         | Maysen Duffy                                                         |
| 2015 | Maria Gräfnings                                                      | Katerina Paul                                                        | Darcie Morton                                                        |
| 2014 | Wałentyna Szewczenko                                                 | Casey Wright                                                         | Gabrielle Hawkins                                                    |
| 2013 | Marina Czernousowa                                                   | Lauren Fritz                                                         | Chisa Obayashi                                                       |
| 2012 | Maria Gräfnings                                                      | Anna Trnka                                                           | Jillian Colebourn                                                    |
| 2011 | Esther Bottomley                                                     | Anna Trnka                                                           | Xanthea Dewez                                                        |
| 2010 | Esther Bottomley                                                     | Lucy Granville                                                       | Gabriella Cigana                                                     |
| 2009 | Katherine Calder                                                     | Lucy Granville                                                       | Anna Trnka                                                           |
| 2008 | Evelyn Dong                                                          | Chloe McConville                                                     | Lucy Glanville                                                       |
| 2007 | Katherine Calder                                                     | Aimee Watson                                                         | Georgia Merritt                                                      |
| 2006 | Natascia Leonardi Cortesi                                            | Alexa Truzian                                                        | D’Arcy Baxter                                                        |
| 2005 | Clare-Louise Brumley                                                 | Sally Cunningham                                                     | Jaffa Withers                                                        |
| 2004 | Clare-Louise Brumley                                                 | Esther Bottomley                                                     | Chloe McConville                                                     |
| 2003 | Belinda Phillips                                                     | Katherine Calder                                                     | Aimee Watson                                                         |
| 2002 | Belinda Phillips                                                     | Katherine Calder                                                     | Sally Cunningham                                                     |
| 2001 | Belinda Phillips                                                     | Rhiannon Palmer                                                      | Esther Bottomley                                                     |
| 2000 | Camille Melvey                                                       | Sandra Paul                                                          | Esther Bottomley                                                     |
| 1999 | Jannike Øyen                                                         | Deb Godsmark                                                         | Esther Bottomley                                                     |
| 1998 | Nadia Simak                                                          | Natasha Coleman                                                      | Katherine Calder                                                     |
| 1997 | Camille Melvey                                                       | Myung Jung Koon                                                      | Natasha Coleman                                                      |
| 1996 | Hanne Lahtinen                                                       | Belinda Phillips                                                     | Kate Spiller                                                         |
| 1995 | Maria Theurl                                                         | Jenny Griffiths                                                      | Jessica Hart                                                         |
| 1994 | Antonina Ordina                                                      | Ksenia Małcewa                                                       | Lynette Deschler                                                     |
| 1993 | Jelena Pierietiagina                                                 | Sandra Paul                                                          | Larissa Trease                                                       |
| 1992 | Beatrice Grünenfelder                                                | Yoon Wha Ja                                                          | Cho Eun Sook                                                         |
| 1991 | Betsy Youngman                                                       | Miffy Cross                                                          | Kate L'Huillier                                                      |